# Meinrad
Meinrad – imię męskie pochodzenia germańskiego, złożone z członów magin – "siła, moc" i  rad – "rada". Patronem tego imienia jest św. Meinrad, mnich benedyktyński z IX wieku.
Meinrad imieniny obchodzi 21 stycznia.